# Шаховской, Иван Фёдорович Большой
Иван Фёдорович Большой Шаховской (упом. 1606 — после 1649/ не ранее 1656/1657) — русский князь, воевода. Воевода царёвосанчурский в 1616—1617 годы; рыльский в 1618—1619 годы и томский 1620—1622 годы; в 1627 году инспектировал крепости Крапивны, Черни; младший воевода в тульском большом полку в 1627 и 1629 годы; воевода у Петровских ворот в 1633 году, полковой в Ржеве в 1634 году; в 1634 году в должности пристава сопровождал шведских послов; воевода костромской в 1635—1636 годы, саратовский в 1638 / 1637—1639 годы, воевода нижегородский в 1644 / 1644—1645, цивильский в 1644—1647 / 1645. Судья Владимирского судного приказа в 1631 и в 1642 − 1643 годы.
Участник войны с поляками в Смутное время и во время Смоленской войны.

## Происхождение и первое упоминание
Иван Фёдорович Большой принадлежал к первой ветви князей Шаховских. Он был потомком Рюрика в XXIII колене. Иван Фёдорович Большой был старшим из четырёх сыновей князя «Фёдора Даниловича Курлюка Шаховского». Его братьями были Иван Меньшой, Матвей и Андрей Фёдоровичи. В связи с тем, что в XVII веке действовало несколько воевод «И. Ф. Шаховских» (источники упоминают Ивана Большого Федоровича, его брата Ивана Меньшого Федоровича и просто Ивана Федоровича) у исследователей есть расхождения о каком именно Шаховском в ряде источников идёт речь.
Впервые Иван Фёдорович Большой упоминается в 1606 году как помещик в Торопецких десятнях с поместным окладом в 500 четей. На основании этого Я. Н. Рабинович относит дату рождения к середине 1580-х годов. Предполагается, что Иван Большой участвовал в походе 1613—1614 годов князей Д. М. Черкасского и И. Ф. Троекурова под Смоленск вместе со своим родственником, Семеном Ивановичем Шаховским-Харей. В приходно-расходных книгах разряда 1614/1615 года записано, что при установлении окладов служилым людям под Смоленском Иван Федорович Шаховской был порукой по службе и в деньгах Семену Шаховском. В Боярском списке 1615/1616 года записан дворянином московским. Вместе с Иваном Большим в этом списке значится его брат Матвей Федорович и И. С. Благово, а также Г. И. Феофилатьев с которыми оказалась связана биография Ивана Шаховского.

## Карьера

### Первые воеводства
В конце 1615 года был назначен царёвосанчурским воеводой. На этой должности находился в 1615/1616—1617 годы. После возвращения в Москву был направлен в качестве воеводы в Рыльск, где был воеводой в 1618—1619 годы. Рыльск находился на границе с Польшей. В это время польский королевич Владислав и гетман Сагайдачный начали поход на Москву. Прибывшие в Рыльск Иван Фёдорович Большой и его помощник Петр Игнатьевич Сафонов организовали рейды на литовские города. Отряд ратных людей во главе Иваном Ортюшковым и Иваном Малеевым разбил отряд литовского урядника Андрея Ольшанского (захватив в плен как урядника, так и иную добычу). Этот отряд, дойдя до литовского города Быковичи, сжег его посады и нанес ущерб, побив противника.
В 1619 году Иван Фёдорович Большой и Петр Игнатьевич Сафонов вернулись в Москву. В это время Иван Фёдорович Шаховской имел денежный оклад 40 рублей, он получал жалование из Устюжской чети.
В 1620—1622 годы был томским воеводой. 29 февраля 1620 года Иван Фёдорович Большой вместе с Максимом Ивановичем Радиловым были направлены в Томск, куда прибыли лишь летом. В Томске Иван Фёдорович Большой строил новые укрепления.

### На страже южных рубежей
Осенью 1626 года Иван Фёдорович Большой был направлен в Крапивну, а затем Чернь для осмотра крепостей, чтобы выяснить их обороноспособность. 6 января 1627 года он уже в Москве фигурирует в списках сидевших у государева стола.
7 марта 1627 года Украинный разряд определил первым воеводой в большом полку в Туле был назначить Федора Семеновича Куракина, а младшим воеводой к нему Ивана Фёдоровича Большого. Это назначение вызвало недовольство у ряда бояр и местнический спор с Иваном Степановичем Благово (второго воеводы сторожевого полка). Спор был присудили отложить до конца службы. В начале декабря 1627 года Иван Федорович вернулся в Москву и 6 декабря 1627 года в числе московских дворян
у государева стола первым записан Иван Федорович Шаховской. 16 февраля 1628 года по царскому указу состоялся суд по старому местническому спору И. В. Благово с Иваном Фёдоровичем Большим. Судил этот спор боярин Борис Лыков. Суд закончился ничем. Весной 1629 года первым воеводой в большом полку в Туле был назначен Иван Никитич Хованский, а младшим воеводой к нему Иван Фёдорович Большой. В ответ на это назначение с новым местническим спором против Ивана Шаховского выступил один из братьев Благово, назначенный вторым воеводой Большого полка Рязанского разряда в Переяславль-Рязанский. Этот спор также отложили. Чем он закончился не ясно. Побывав младшим воеводой большого полка в Туле в 1627 и 1629 годы, Иван Фёдорович Большой на некоторое время исчезает из поля зрения источников.
В 1631 году Иван Фёдорович Большой упомянут во Владимирском судном приказе как товарищ боярина Ивана Петровича Шереметьева.

### Смоленская война
В 1632 году во время Смоленской войны он был послан в южные города — Брянск, Карачев, Севск, Рыльск и Путивль — собирать запросные и пятинные деньги для жалования ратным людям.
Летом 1633 года ожидался набег крымского хана. В связи с этим 24 июля 1633 года были назначены воеводы, ответственные за оборону разных частей Москвы Иван Фёдорович Большой был назначен воеводой у Петровских ворот в Белом городе. Его помощником был назначен Леонтий Юрьевич Погожев. Войско Мубарека Гирея, повоевав и захватив полон в окрестностях Москвы, на неё не напало.
В 1634 году в связи с продолжающейся Смоленской войной направлен полковым воеводой в Ржев В указе от 18 октября 1633 года напарником Ивана Фёдоровича Большого был назначен стольник Никита Иванович Одоевский. Им предстояло сменить окольничего князя Семена Васильевича Прозоровского и князя Михаила Васильевича Белосельского. В воскресенье 17 ноября 1633 года накануне отъезда на места все воеводы (включая князей Дмитрия Мамстрюковича Черкасского, Дмитрия Михайловича Пожарского, Никиты Ивановича Одоевского и Ивана Фёдоровича Большого Шаховского) побывали на царском приеме «у руки». 23 ноября 1634 года войска получили жалование. Во время отбытия Никита Иванович Одоевский затеял местнический спор с Дмитрием Мамстрюковичем, и был за это направлен в тюрьму. Но в тюрьму не попал и был вновь направлен в Ржев. 1 декабря 1633 года вышел царский указ по которому Одоевский и Шаховской должны были идти в Вязьму и поступить в подчинение князьям Черкасскому и Пожарскому. Никита Одоевский подчинился, но Иван Фёдорович Большой затеял местнический спор с Дмитрием Михайловичем Пожарским. Но после заключения в тюрьму и нового указа от 30 декабря 1633 года был вынужден подчиниться. Сбор войск, собиравшихся для похода к Смоленску, на помощь боярину М. Б. Шеину, происходил очень медленно. После капитуляции в феврале 1634 года армии боярина М. Б. Шеина война завершилась заключением в июне 1634 года Поляновского мира.

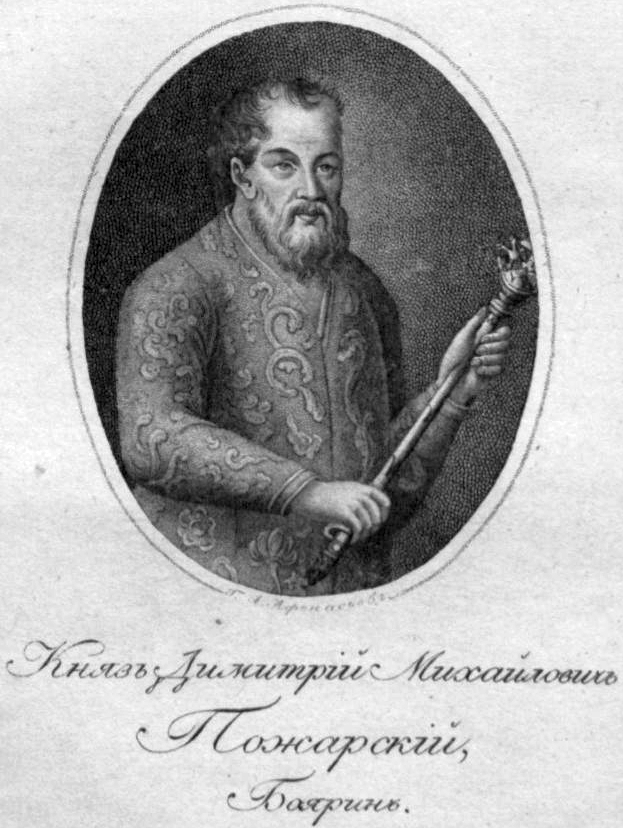
Дмитрий Михайлович Пожарский с которым спорил Иван Большой
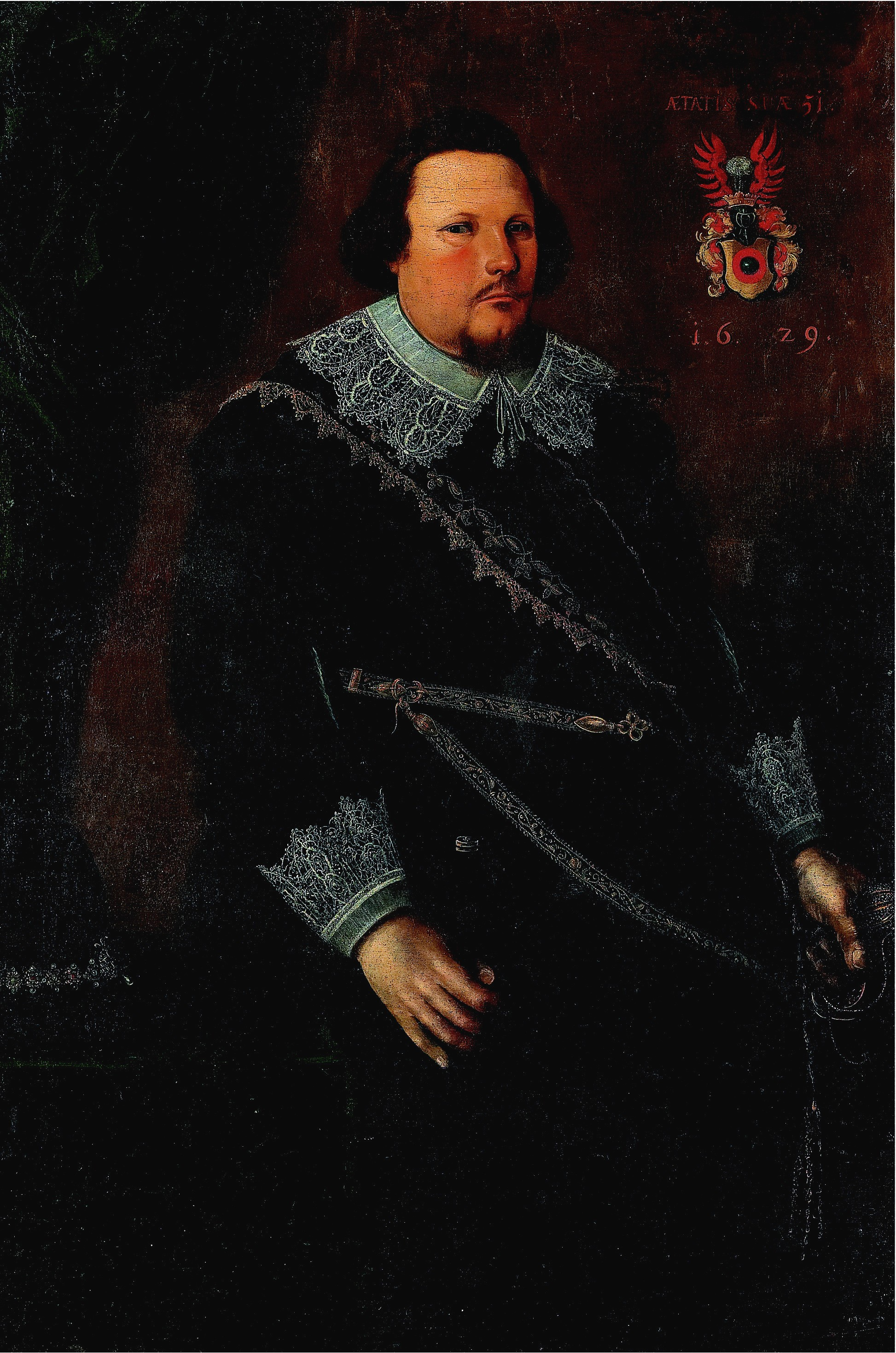
Филипп Шединг, посол шведский
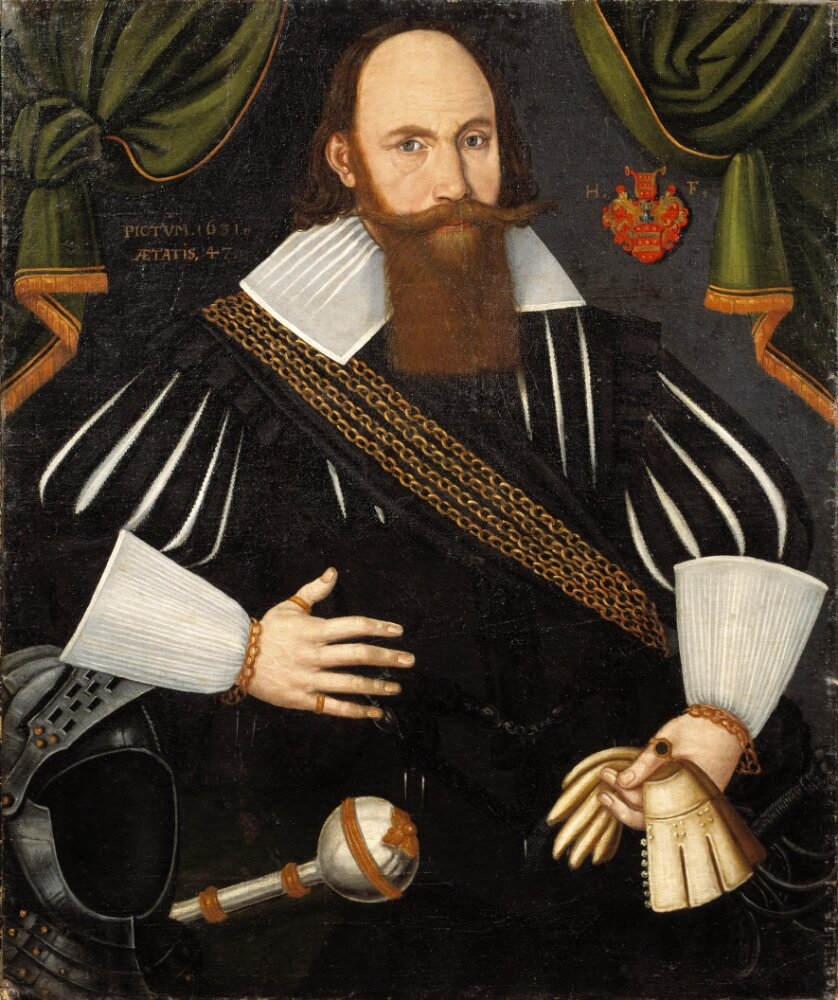
Индрик (Генрих) Флеминг, посол шведский
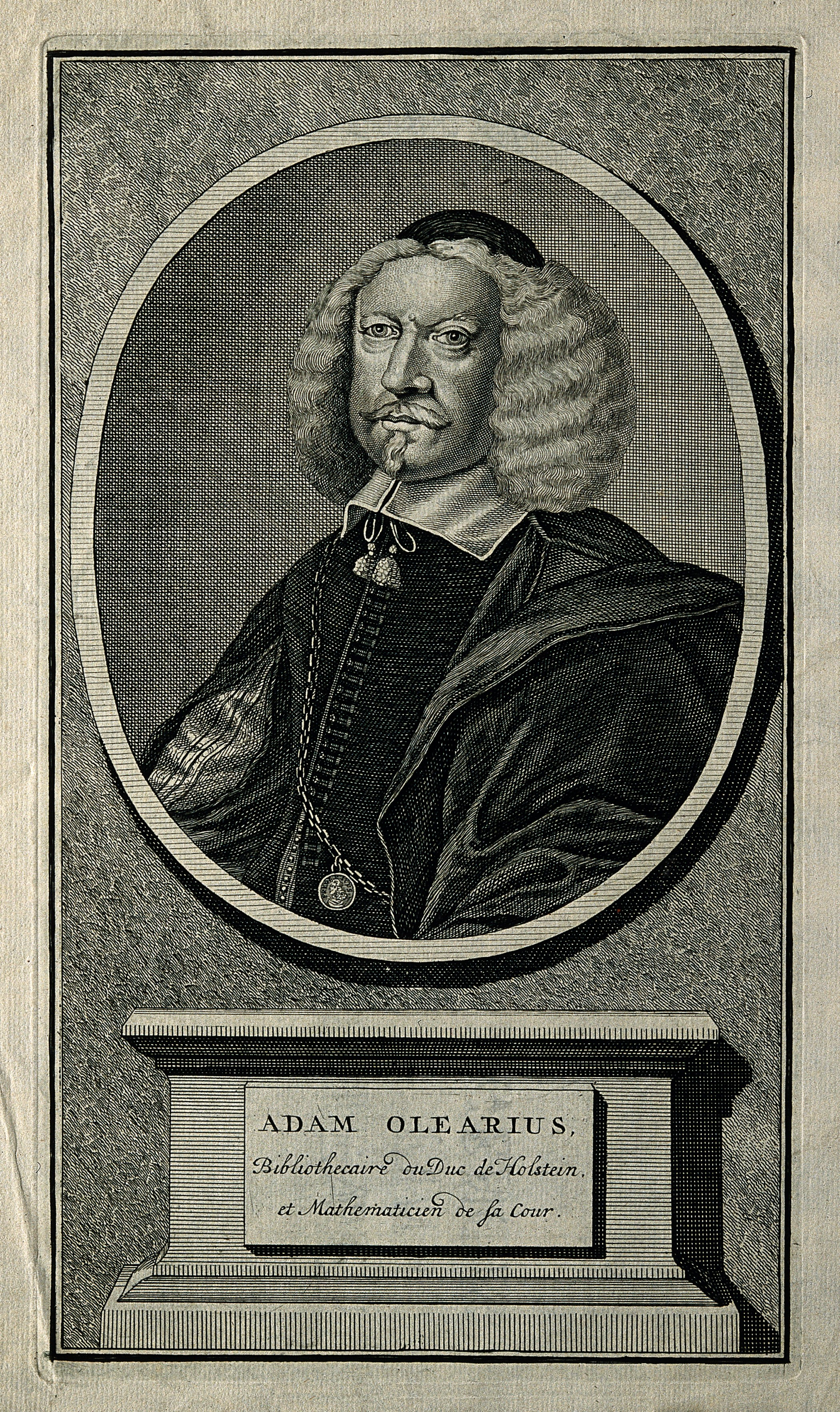
Адам Олеарий

### При дворе
16 июля 1634 года царь Михаил Фёдорович Романов уехал молиться в Николо-Угрешский монастырь. В Москве за главного оставался боярин Фёдор Иванович Шереметев. В числе его помощников, «дневавших и ночевавших на царском дворе», были дворянин Иван Фёдорович Большой Шаховской и князь Ефим Фёдорович Мышецкий.
15 августа 1634 года на праздник Успения Богородицы патриарх Иоасаф давал праздничный обед, на котором присутствовал царь Михаил и русская знать. Среди 24 дворян, которые были за столом вместе с царем на обеде у патриарха, седьмым в списке указан «Иван Федорович Шеховской».
Летом 1634 года в Москву приехали послы королевы Швеции Кристины Филипп Шединг и Индрик (Генрих) Флеминг. 20 июля 1634 года шведов встретили за Белым городом, за Тверскими воротами. Шведских послов в качестве пристава сопровождал Иван Фёдорович Большой. Товарищами Ивана Федоровича в этой миссии были Федор Рагозин и дьяк Иван Трофимов. Иван Фёдорович Большой в дворцовых разрядах в этой должности назван: 27 июля когда царь принимал послов в золотой подписной палате, 3 августа, 3 сентября, 8 октября и 25 октября, при следующих приёмах шведских послов, а также 28 октября 1634 года, когда с послами прощались
К этому моменту порос младший брат-тезка Ивана Большого — Иван Фёдорович Меньшой. И у исследователей встречается больше расхождений при описании биографии двух братьев.
Д. А. Корсаков в Русском биографическом словаре пишет, что в 1635—1636 годы костромским воеводой был Иван Фёдорович Большой, а Иван Фёдорович Меньшой был костромским воеводой в 1637—1638 годы. Эти же данные указаны в «Дворянские роды Российской империи». Я. Н. Рабинович и Большая Российская энциклопедия в своих статьях указывают, что костромским воеводой в 1635—1638 годы был Иван Фёдорович Меньшой.
2 июня 1637 года в честь именин царевича Ивана Михайловича царь устроил праздник. Среди приглашенных к царскому столу в числе московских дворян указан Иван Федорович Шаховской. Ссылаясь на то, что Иван Меньшой Шаховской в это время был воеводой в Костроме, Я. Н. Рабинович убежден, что речь идет о Иване Фёдоровиче Большом.

### Саратовский воевода

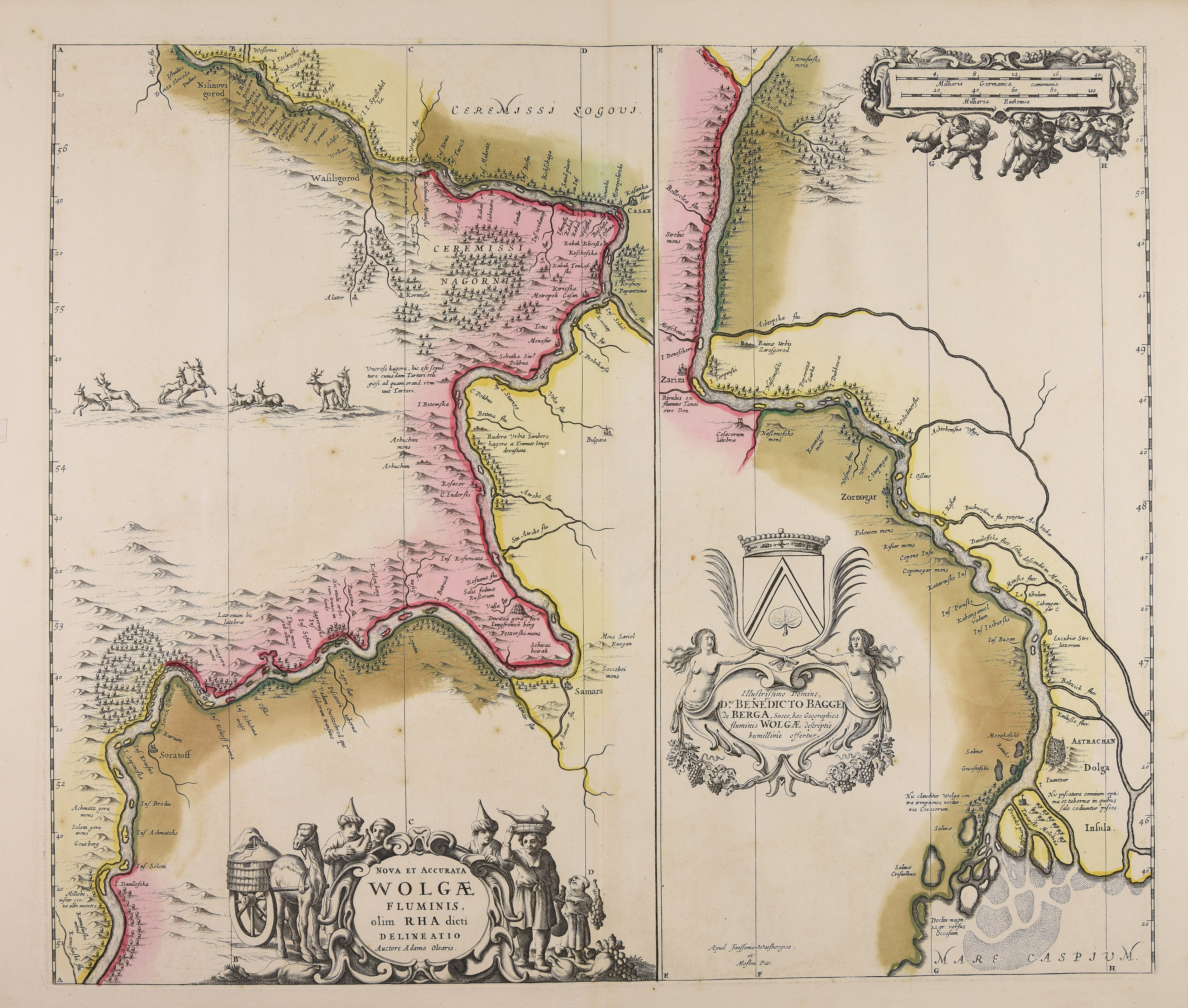
Саратов на карте Волги Адама Олеария

В 1638 году Иван Федорович Шаховской был саратовским воеводой, но на вопрос, сколько лет он находился в этой должности, исследователи отвечают по-разному. Д. А. Корсаков в Русском биографическом словаре пишет, что саратовским воеводой Иван Фёдорович Большой был в 1638 году. Эти же данные указаны в «Дворянских родах Российской империи». Большая Российская энциклопедия указывает 1637—1639 годы. Я. Н. Рабинович приводил мнение А. А. Гераклитова, считавшего, что Иван Фёдорович Большой сменил Григория Ивановича Феофилатьева в августе 1637 года. Но Я. Н. Рабинович (со ссылкой на самого А. А. Гераклитова) критиковал это, указывая, что воевода Феофилатьев в начале октября отправил гонца в Москву. Я. Н. Рабинович предполагал, что Иван Фёдорович Большой был назначен саратовским воеводой в августе 1637 года, но приехал в Саратов лишь в конце осени 1637 года.

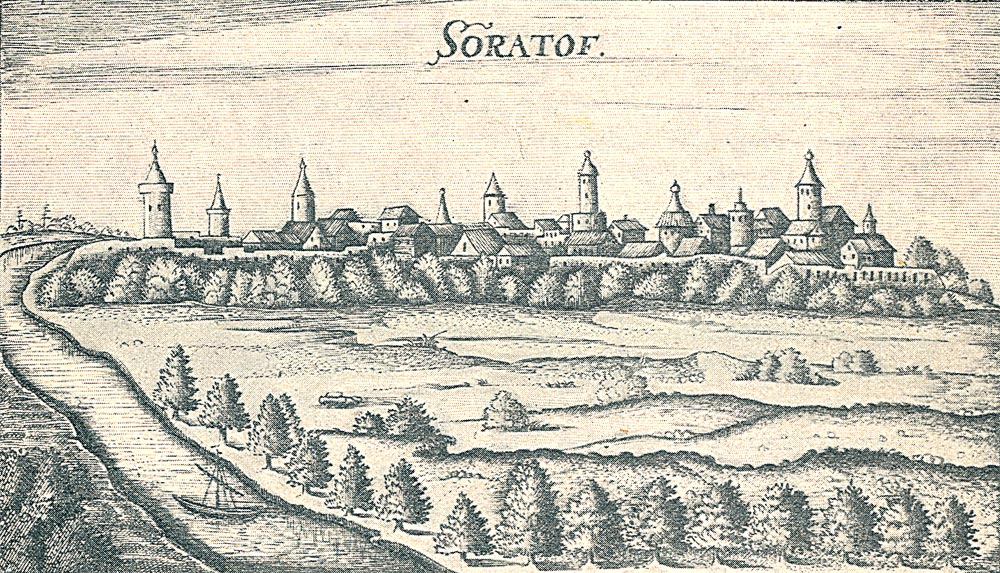
Саратов в книге Адама Олеария «Описание путешествия Голштинского посольства в Московию и Персию»

Зимой 1637/1638 года крымские и ногайские отряды численностью до 500 человек прорвались под Саратов и захватили в плен на реке Медведице около 30 стрельцов, возвращавшихся из Москвы в Саратов вместе с посланным осенью 1637 года гонцом.
В июле 1638 года прибыл направлявшийся из Москвы в Астрахань торговый караван. Воеводе Ивану Шаховскому пришлось встречать и организовывать его охрану. С этим караваном 6 октября 1638 года в Саратов через Астрахань из Персии прибыло голштинское посольство Адама Олеария и персидского посла Имам-Кули-бека. Здесь им сообщили, что сопровождавший до Астрахани эти миссии русский посол в Персии Алексеей Савинович Романчуков, а также примкнувший к ним караван в 200 телег прибыли чуть ранее. Но в пути предшествующий караван подвергся нападению казаков, которые смогли увести много «аргамаков (персидских лошадей)», которые были плохо привязаны. Я. Н. Рабинович предполагал, что Иван Фёдорович Большой принимал голштинского и персидского послов; у Олеария указана дата прибытия и известие, но не упомянуто ни имя воеводы, ни данных о приеме или отсутствии такового.
Ивана Фёдоровича Большого на посту саратовского воеводы сменил Григорий Никитич Орлов. По мнению Я. Н. Рабиновича, это произошло летом 1639 года (так как весной 1639 года Г. Н. был в Туле, а 29 сентября 1639 года встречал посла из Грузии князя Ф. Ф. Волконского). Возможно, с посольством Ф. Ф. Волконского Шаховской вернулся в Москву

### Тула, Нижний Новгород, Цивильск

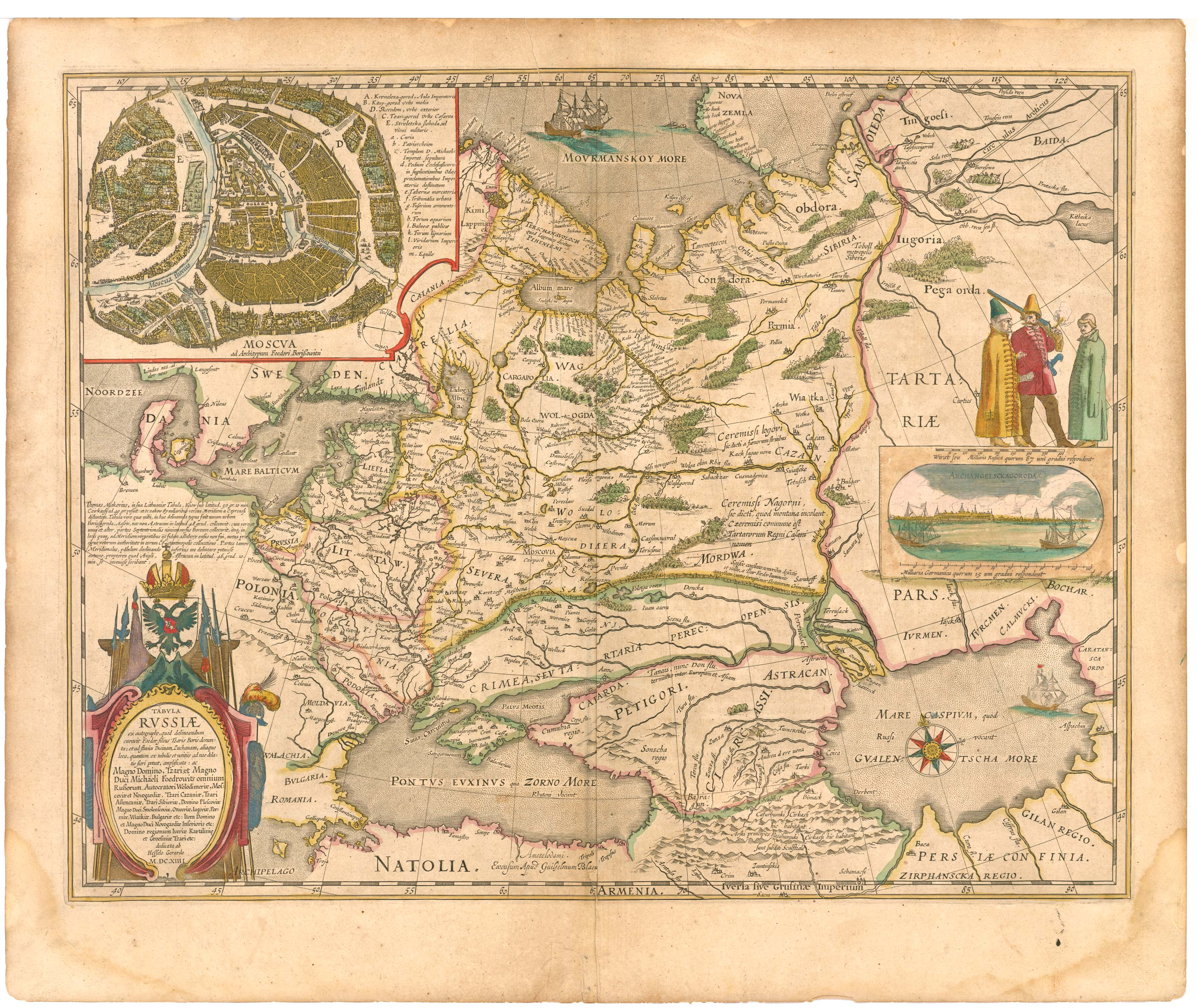
Карта Восточной Европы. Автор Виллем Блау. Россия включает Смоленск, Северскую, Ижорскую и иные земли утраченные во время Смуты. Из обозначенных на карте городов связаны с биографией Ивана Фёдоровича Большого: Крапивна, Тула, Ржев, Кострома, Саратов, Нижний Новгород

В 1640 году был воеводой большого полка в Туле. Но в перечне Дворцовых разрядов воевод назначенных 8 марта в Тулу Иван Фёдорович Большой назван третьим после князей Алексея Никитича Трубецкого и Андрея Федоровича Литвинов-Мосальского. Шаховской вступил в местнический спор с окольничим Литвинов-Мосальским, но проиграл его. В сентябре 1640 года, когда угроза крымского нападения миновала, полки были распущены и воеводы отправились домой.
В 1642—1643 годы Иван Фёдорович Большой вновь служит во Владимирском судном приказе и вновь как товарищ боярина Ивана Петровича Шереметьева. Я. Н. Рабинович пишет, что товарищем (вторым руководителем) приказа Иван Фёдорович Большой был назначен 26 декабря 1642 года, но в данной должности был с января по август 1643 года.
О дальнейшей биографии у исследователей вновь возникают расхождения. Я. Н. Рабинович пишет, ссылаясь на дворцовые разряды, что в 1644 году
Иван Фёдорович Большой был назначен воеводой в Нижнем Новгороде, а так как новые воеводы по «Записным книгам Московского стола» стольник Данила Лодыгин и дьяк Глеб Патрикеев были посланы в этот город лишь в декабре 1645 года, то весь 1645 год он провел в этом крае. Большая Российская энциклопедия указывает, что Иван Большой был воеводой Нижнего Новгорода в 1644—1645 годы. Но в
Записных книгах Московского стола указано, что в одном из казанских пригородов, Цивильске, был воеводой некий Иван Федорович Шаховской. С этого поста этот Иван Федорович был отпущен в мае 1645 года. Я. Н. Рабинович считал, что тут речь идет об Иване Фёдоровиче Меньшом. В «Русском биографическом словаре» в статье «Шаховской, князь Иван Фёдорович большой» Д. А. Корсаков писал, что Иван Фёдорович Большой в 1644—1647 годы был воеводой цивильским, воеводство в Нижнем Новгороде не упоминается. Но в соседней статье «Шаховской, князь Иван Фёдорович меньшой» иной автор
писал, что Иван Фёдорович Меньшой в 1645 году «был послан переписывать крестьян и бобылей в Нижний Новгороде». Цивильск в отношении младшего брата в данной статье не упоминается. Большая Российская энциклопедия писала, что воеводой в Цивильске в 1645—1647 годы был Иван Фёдорович Меньшой.
В 1646 и 1647 годы упоминается Иван Федорович Шаховской. Но и в том и ином случае не ясно, о старшем или младшем брате идет речь. 21 декабря 1646 году некий Иван Фёдорович Шаховской был в праздник у патриарха Иосифа у стола вместе с боярином Алексеем Никитичем Трубецким. После того как 2 июня 1647 года царь Алексей Михайлович направился в Троице-Сергиев монастырь, в царском дворце в Москве вместе с боярином Иваном Андреевичем Голицыным «дневали и ночевали» дворяне, среди которых записан Иван Федорович Шаховской.
29 марта 1649 года Алексей Михайлович уехал в село Хорышево. В Москве с боярином Иваном Васильевичем Морозовым, оставленным за главного, «дневали и ночевали» многие дворяне, в том числе Иван Федорович Большой Шаховской.
Корсаков писал, что И. Ф. Шаховской имел поместный оклад 850 четей, денег 60 рублей.

## Смерть и семья
О дальнейшей судьбе и дате смерти источники не сообщают. В Большой российской энциклопедии указано, что это произошло «не ранее 1656/1657»
Имел двух сыновей:
- Пётр Иванович, стольник
- Юрий Иванович (-1669), стольник